# Ingoberga
Ingoberga (oko 520. – Tours, 589.) je bila prvom suprugom Hariberta I., merovinškog kralja Pariza, s kojim je imala kćer Bertu, koja se je poslije udala za kentskog kralja Ethelberta i koja je začela kršćanske misije među Anglosasima, a koja je poslije proglašena sveticom.
O Ingoberginu podrijetlu se ne zna ništa. Njen brak s Haribertom se je raspao, nakon čega je otišla u samostan u Tours, gdje je postala povjerljivom suradnicom kroničara sv. Grgura.